# مردخاي عوفر
مردخاي عوفر هو سياسي إسرائيلي، ولد في 20 فبراير 1924 في كراكوف في بولندا، وتوفي في 1 سبتمبر 1971 في إسرائيل. نشط حزبياً في معراخ.

## مناصب
- انتخب عضو الكنيست [الإنجليزية]‏ وقد انضم خلال فترته النيابية  [لغات أخرى]‏ (17 نوفمبر 1969 – 1 سبتمبر 1971) للكتلة البرلمانية معراخ.
- انتخب عضو الكنيست [الإنجليزية]‏ وقد انضم خلال فترته النيابية  [لغات أخرى]‏ (28 يناير 1969 – 17 نوفمبر 1969) للكتلة البرلمانية معراخ.
- انتخب عضو الكنيست [الإنجليزية]‏ وقد انضم خلال فترته النيابية  [لغات أخرى]‏ (23 يناير 1968 – 28 يناير 1969) للكتلة البرلمانية حزب العمل الإسرائيلي.
- انتخب عضو الكنيست [الإنجليزية]‏ وقد انضم خلال فترته النيابية  [لغات أخرى]‏ (22 نوفمبر 1965 – 23 يناير 1968) للكتلة البرلمانية اتحاد العمال الإسرائيليين  [لغات أخرى]‏.